# Le Lude
Le Lude este o comună nouă franceză situată în departamentul Sarthe, în regiunea Pays de la Loire.
Creată la 1 ianuarie 2018, aceasta a rezultat din reunirea a două comune, Le Lude și Dissé-sous-le-Lude, care au devenit „comune delegate”. Reședința sa este stabilită la Le Lude.
Comuna face parte din provincia istorică Anjou și este situată în regiunea Baugeois.

## Geografie

### Localizare
Le Lude se află la 20 km sud-est de La Flèche și la 22 km sud-vest de Montval-sur-Loir.

### Comune limitrofe
| Luché-Pringé         |                                  | Coulongé Aubigné-Racan |
| Thorée-les-Pins      |                                  | La Chapelle-aux-Choux  |
| Savigné-sous-le-Lude | Noyant-Villages (Maine-et-Loire) |                        |

### Climă
În 2010, clima comunei era de tip oceanic degradat, specific câmpiilor din Centru și Nord, conform unui studiu al CNRS bazat pe un set de date care acoperă perioada 1971-2000. În 2020, Météo-France a publicat o tipologie a climei din Franța metropolitană, conform căreia comuna se află sub influența unui climat oceanic și este situată în regiunea climatică Valea Medie a Loarei, caracterizată printr-o bună însorire (1.850 ore/an) și veri puțin ploioase.
Pentru perioada 1971-2000, temperatura medie anuală este de 11,4 °C, cu o amplitudine termică anuală de 14,5 °C. Cantitatea medie anuală de precipitații este de 671 mm, cu 11,2 zile de precipitații în ianuarie și 6,7 zile în iulie. Pentru perioada 1991-2020, temperatura medie anuală observată la stația meteorologică cea mai apropiată, situată în comuna Luché-Pringé la 8 km distanță în linie dreaptă, este de 12,4 °C, iar cantitatea medie anuală de precipitații este de 658,2 mm.
Pentru viitor, parametrii climatici estimati pentru comună, pentru anul 2050, conform diferitelor scenarii de emisii de gaze cu efect de seră, pot fi consultati pe un site dedicat publicat de Météo-France în noiembrie 2022.

## Urbanism

### Tipologie
La 1 ianuarie 2024, Le Lude este clasificată ca târg rural, conform noii grile comunale de densitate cu șapte niveluri definită de INSEE (Institutul Național de Statistică și Studii Economice) în 2022. Face parte din unitatea urbană Le Lude, o unitate urbană monocomunală care constituie un oraș izolat. De asemenea, comuna aparține zonei metropolitane a orașului Le Lude, al cărei centru este. Această zonă, care cuprinde 3 comune, este clasificată în categoriile de zone cu mai puțin de 50.000 de locuitori.

## Toponimie
Numele „Lude” ar proveni din latină, lucius, care înseamnă „clar”, „strălucitor”, sugerând că satul ar fi fost amplasat într-o poiană, un spațiu defrișat în pădure. Locul este menționat sub numele de Lusedus într-un document al lui Geoffroy Grisegonelle, conte de Anjou, în anul 976. La momentul împărțirii din anul X, delimitarea stabilită pentru cantonul Lude poate părea surprinzătoare astăzi, întrucât asociază o parte din Maine (Luché-Pringé) cu o parte din Nord-Anjou (La-Bruère-sur-Loir și Chenu) și cu zona Château-du-Loir.

## Populația și societatea

### Date demografice
Evoluția numărului de locuitori este cunoscută datorită recensămintelor populației efectuate în comună încă de la înființarea sa.
| An        | 2018 | 2019 | 2020 | 2021 | 2022 |
| --------- | ---- | ---- | ---- | ---- | ---- |
| Populație | 4167 | 4126 | 4100 | 4048 | 4016 |

## Cultură locală și patrimoniu

### Locuri și monumente
Castelul din Lude
Situat printre cele mai nordice castele ale Loarei, locul este ocupat încă din Evul Mediu și devine un punct strategic la granița dintre Maine, Anjou și Touraine. Ocupat de englezi în timpul Războiului de 100 de Ani, castelul devine proprietatea lui Jean Daillon, mareșal al regelui Ludovic al XI-lea, în 1457. Timp de două secole, familia Daillon contribuie la înfrumusețarea castelului, transformând vechea fortăreață medievală într-un conac de plăcere. Reamenajat la sfârșitul secolului al XVIII-lea de marchiza de la Vieuville, iar un secol mai târziu de marchizul de Talhouët, castelul din Lude reflectă patru secole de arhitectură franceză.
Din 2018, voluntarii asociației Chantiers Histoire et Architecture Médiévales participă la restaurarea grajdurilor castelului.